# MOSTLY CLASSIC
『MOSTLY CLASSIC』（モーストリー・クラシック）は、1997年4月1日に産経新聞社から創刊されたクラシック音楽専門の月刊誌。キャッチフレーズは、「クラシック音楽を極めるための月刊情報誌」。
発行元変遷
産経新聞社 (-158号)→ 産経新聞出版 (159号-204号)→ 産経新聞社 (205号-282号)→ アカデミー・オブ・ファースト・パシフィック (283号-294号)→ 神戸クルーザー
発売元変遷
扶桑社(54号-145号)→ 日本工業新聞社 (146号-147号)→ 日本工業新聞新社(148号-158号) → 日本工業新聞社

## 概要
編集方針は、クラシック音楽を「多角的」「立体的」に伝える。クラシック音楽界の話題・トレンド、マエストロのインタビューから新進演奏家の特集、名盤CD、DVD、関連書籍の紹介、公演コンサート情報まで幅広く掲載し、世界の情報を一冊に集約する。発行部数10万部で、毎月20日発売。創刊当初は無料月刊誌（フリーペーパー）だった。
創刊号では、ニコラウス・アーノンクールの独占インタビューを掲載。以後も小澤征爾、ヴァレリー・ゲルギエフ、ヨーヨー・マ、プラシド・ドミンゴら大物が登場している。
2022年5月号で、通巻300号に達した。